# Rick Pitino
Richard Andrew Pitino (* 18. September 1952 in New York City, New York) ist ein US-amerikanischer Basketballtrainer, der seit 2023 die Basketball-Mannschaft der St. John’s University trainiert.
Pitino wird zu den erfolgreichsten Trainern im College-Basketball gezählt. Sein Jahresgehalt belief sich an der University of Louisville bisweilen auf 7,7 Millionen US-Dollar, davon 5 Millionen von der Hochschule und 2 Millionen von Adidas. 2013 wurde er als Coach in die Naismith Memorial Basketball Hall of Fame aufgenommen. Er war von 2019 bis 2021 griechischer Nationaltrainer.

## Laufbahn

### Anfangszeit
Pitino spielte nach der High School drei Jahre lang in der Basketballmannschaft der University of Massachusetts Amherst. Dabei kam er hauptsächlich als Point Guard zum Einsatz.

### Trainerkarriere
Im Anschluss an seine College-Zeit startete er 1974 seine Trainerkarriere zunächst als Assistenztrainer an der University of Hawaii at Manoa und später an der Syracuse University.
Ab 1978 übernahm Pitino die Boston University als Trainer. Nachdem er ein Angebot von den New York Knicks als Assistenztrainer erhalten hatte, verließ er 1983 die Boston University und assistierte Hubie Brown zwei Jahre lang bei den Knicks. 1985 nahm er ein Angebot des Providence College an. Dessen Friars führte er 1987 mit dem damaligen Guard Billy Donovan erstmals in das National Collegiate Athletic Association-Final Four und wurde dafür mit der Aufnahme in die Providence College Hall of Fame geehrt.
Noch im gleichen Jahr erhielt Pitino erneut das Angebot, in die NBA zu wechseln. Dieses Mal als Trainer der New York Knicks. Er führte dabei die Knicks um Patrick Ewing und Mark Jackson 1988 und 1989 in die NBA-Playoffs. Dennoch verließ er danach die Knicks und wurde Trainer an der University of Kentucky, deren Programm er nach einem Skandal um den vorherigen Trainer Eddie Sutton neu aufbaute und mit deren Wildcats er 1996 die NCAA Division I Basketball Championship gewinnen konnte. 1997 gelang ihm der erneute Einzug in das NCAA-Finale, wo man jedoch der University of Arizona unterlag.
Er nahm daraufhin 1997 ein Angebot der Boston Celtics als deren Trainer bis 2001 an. Die Celtics waren unter ihm jedoch eine erfolglose Franchise, die nicht die Playoffs erreichen konnte. Nach zwölf Siegen aus 32 Spielen, in der NBA-Saison 2000/01 wurde Pitino von den Celtics entlassen. Pitino übernahm daraufhin die University of Louisville. Mit den Cardinals erreichte er 2005 zum ersten Mal nach 19 Jahren das Final Four der NCAA. 2012 und 2013 wiederholte er diesen Erfolg. 2013 gewann er dabei mit Louisville zum zweiten Mal die NCAA-Meisterschaft, womit er der erste Trainer der NCAA Division I wurde, der mit zwei verschiedenen Collegeteams eine Meisterschaft erringen konnte.
In seiner Karriere als Collegetrainer errang Pitino 770 Siege in über 1000 Spielen (74 % Siegesquote). Seine NBA-Quote beträgt 192 Siege in 412 NBA-Spielen (46,6 % Siegesquote). Seit 2013 ist Pitino Mitglied der Naismith Memorial Basketball Hall of Fame.

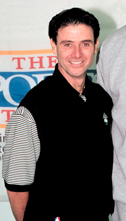
Rick Pitino (1999)

Zwischen 2010 und 2015 betreute Pitino auch die Basketballnationalmannschaft von Puerto Rico. Er trat im September 2015 von dem Amt zurück, nachdem die Mannschaft unter seiner Leitung Fünfter in der Südamerika-Ausscheidungsrunde für die Olympischen Sommerspiele 2016 geworden war.
Ende September 2017 wurde Pitino als Cheftrainer der University of Louisville mit sofortiger Wirkung entlassen. Am Vortag hatte die US-Bundespolizei FBI mitgeteilt, Ermittlungen gegen zwei namentlich nicht benannte Louisville-Trainer wegen unerlaubter Zahlungen an High-School-Spieler eingeleitet zu haben. Auch Adidas-Mitarbeiter wurden im Zusammenhang mit dem Bestechungsskandal verhaftet. Bereits im Juni 2017 war Pitino von der NCAA für die ersten fünf Spiele der Atlantic Coast Conference in der Saison 2017/18 gesperrt worden. Die NCAA sah es als erwiesen an, dass sich Pitino fehlender Überwachung des Managers seiner Mannschaft schuldig gemacht hatte. Der Manager hatte nach NCAA-Ermittlungen unter anderem von Louisville umworbenen High-School-Spielern Prostituierte zugeführt.
Am 26. Dezember 2018 unterzeichnete Pitino einen Halbjahresvertrag beim griechischen Rekordmeister Panathinaikos Athen. Pitino gewann mit Panathinaikos die griechische Meisterschaft sowie den Pokalwettbewerb. Eine ihm angebotene Vertragsverlängerung am Ende der Saison 2018/19 lehnte er ab, da er aus familiären Gründen eine Rückkehr in die Vereinigten Staaten bevorzugte.
Im November 2019 wurde er als neuer Trainer der griechischen Nationalmannschaft vorgestellt. Ihm wurde die Aufgabe übertragen, die Auswahl beim Ausscheidungsturnier für die Olympischen Sommerspiele 2020 zu betreuen. Ende November 2019 übernahm er zusätzlich wieder das Traineramt bei Panathinaikos. Diese Doppelrolle veranlasste drei bei Panathinaikos’ Erzrivalen Olympiakos Piräus unter Vertrag stehende Nationalspieler, in einem Brief an den griechischen Verband anzudeuten, nicht unter Pitino als Trainer der griechischen Auswahlmannschaft spielen zu wollen. Im Sommer 2021 gab er das Ende seiner Amtszeit als griechischer Nationaltrainer bekannt.
Mitte März 2020 gab das Iona College (New Rochelle, US-Bundesstaat New York) Pitinos Verpflichtung als Cheftrainer bekannt. Er verließ die Hochschule 2023 und wurde im selben Bundesstaat Cheftrainer der St. John’s University.